# Sergej Paršivljuk
Sergej Viktorovič Paršivljuk (in russo Сергей Викторович Паршивлюк?; Mosca, 18 marzo 1989) è un ex calciatore russo, di ruolo difensore.

## Carriera

### Club
Ha debuttato nella massima serie del campionato russo con lo Spartak Mosca nel 2007, giocando anche in UEFA Champions League e in Coppa UEFA/UEFA Europa League.

### Nazionale
Il 3 settembre 2014 ha esordito con la nazionale maggiore russa nell'amichevole vinta per 4-0 contro l'Azerbaigian.